# Le Tholy
Le Tholy là một xã ở tỉnh Vosges, vùng Grand Est, Pháp. Xã này có diện tích 30,76 km² dân số năm 1999 là 1556 người. Xã này nằm ở khu vực có độ cao từ 484–893 m trên mực nước biển. 
Người dân địa phương danh xưng tiếng Pháp là Cafrancs và Cafranes.

## Biến động dân số
| Năm | 1962 | 1968 | 1975 | 1982 | 1990 | 1999 |
| --- | ---- | ---- | ---- | ---- | ---- | ---- |
| Dân số | 1513 | 1543 | 1552 | 1583 | 1541 | 1556 |
| From the year 1962 on: No double counting—residents of multiple communes (e.g. students and military personnel) are counted only once. |      |      |      |      |      |      |